# Kazimierz Ładoś
Kazimierz Ładoś, poljski general, * 18. februar 1877, † 21. avgust 1963.